# Rahlir Hollis-Jefferson
Rahlir Hollis-Jefferson (Chester, 26 giugno 1991) è un cestista statunitense.
È il fratello di Rondae Hollis-Jefferson.